# Rosalia splendens
Rosalia splendens är en skalbaggsart som beskrevs av Karube 1996. Rosalia splendens ingår i släktet Rosalia och familjen långhorningar. Inga underarter finns listade i Catalogue of Life.